# ダルバートワジ
ダルバートワジ（アラビア語: وادي دربات、英語: Wadi Darbat）は、オマーン・ドファール特別行政区を流れインド洋に注ぐワジ（枯れ川）である。

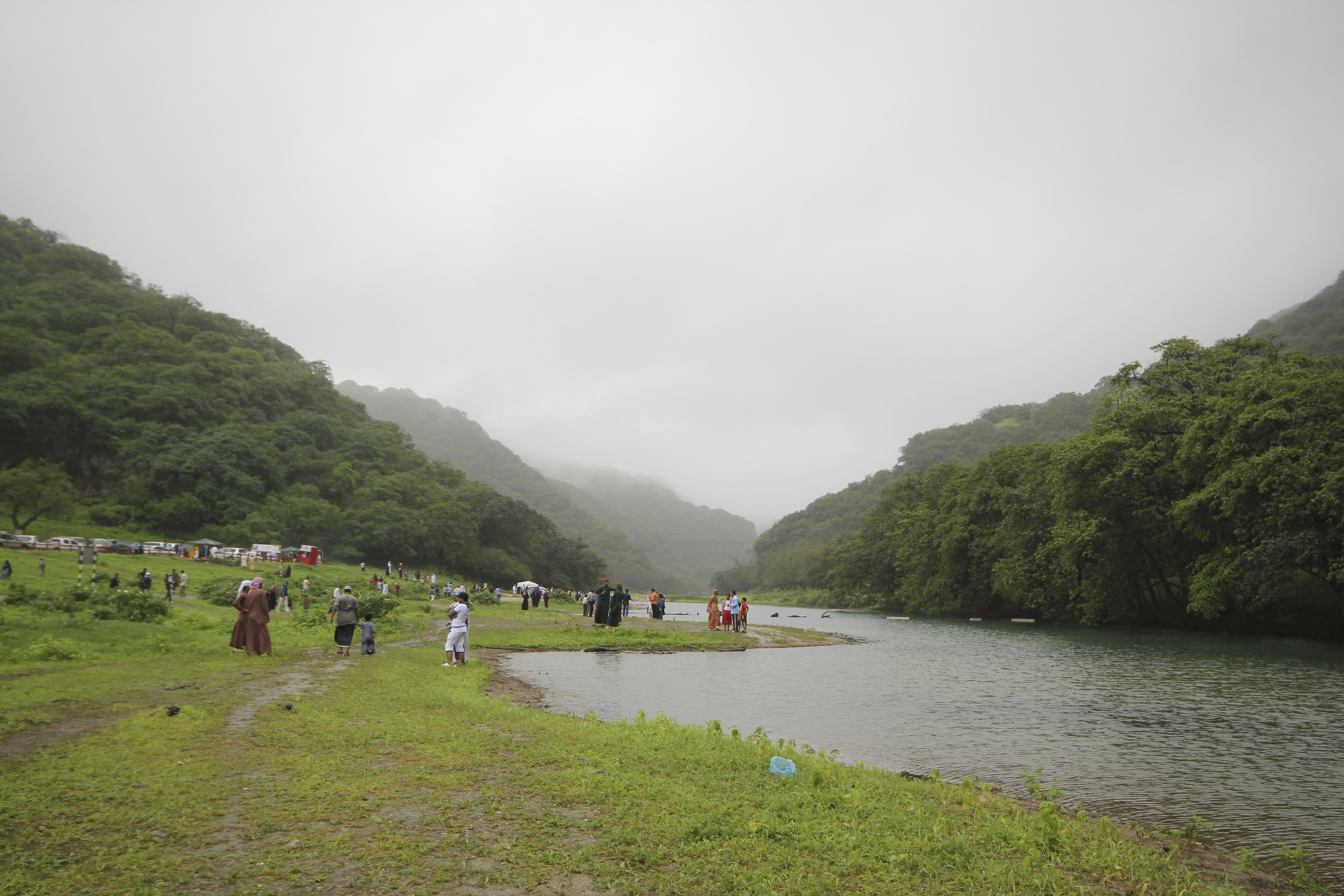
2013年8月
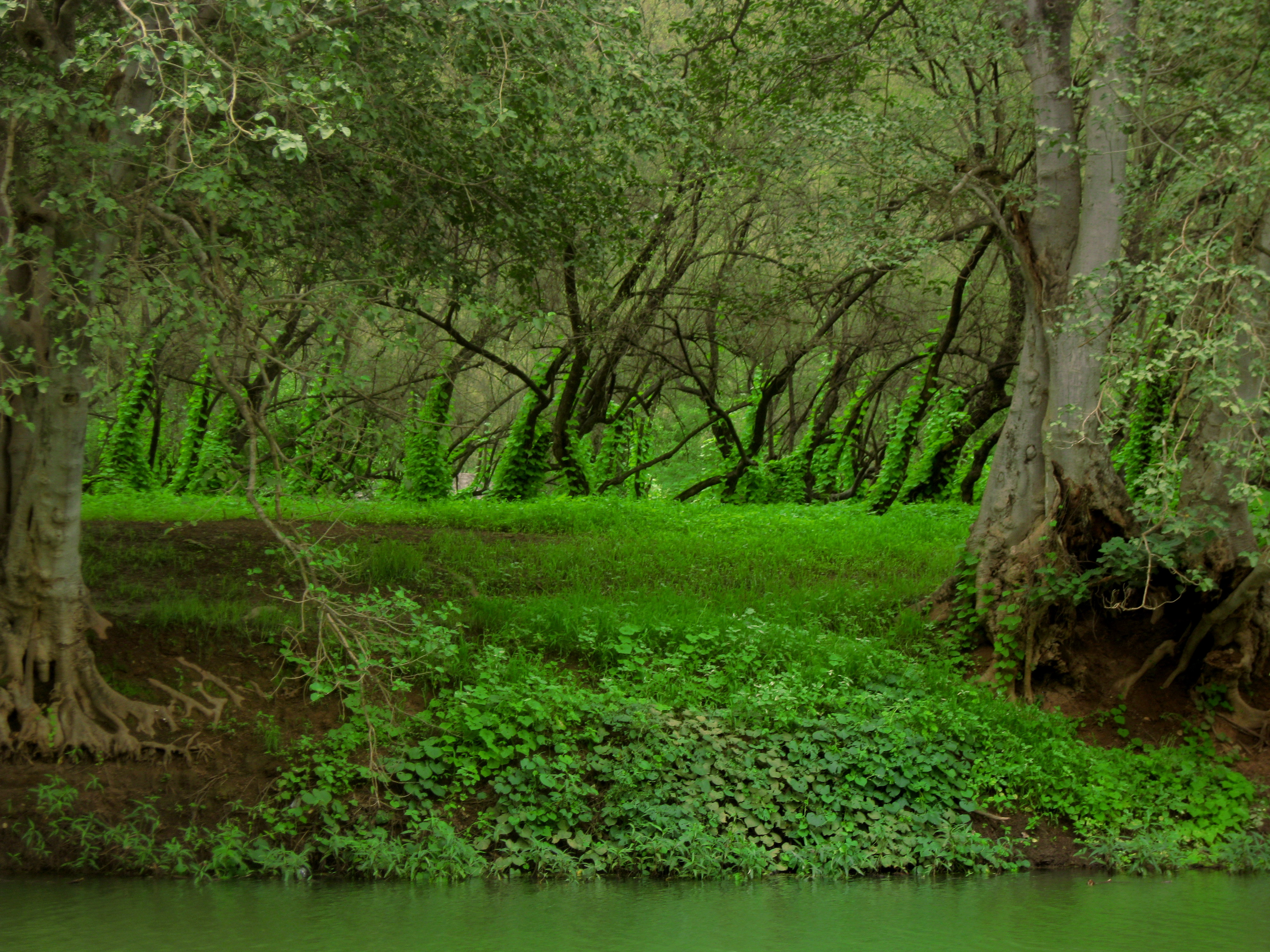
2010年9月
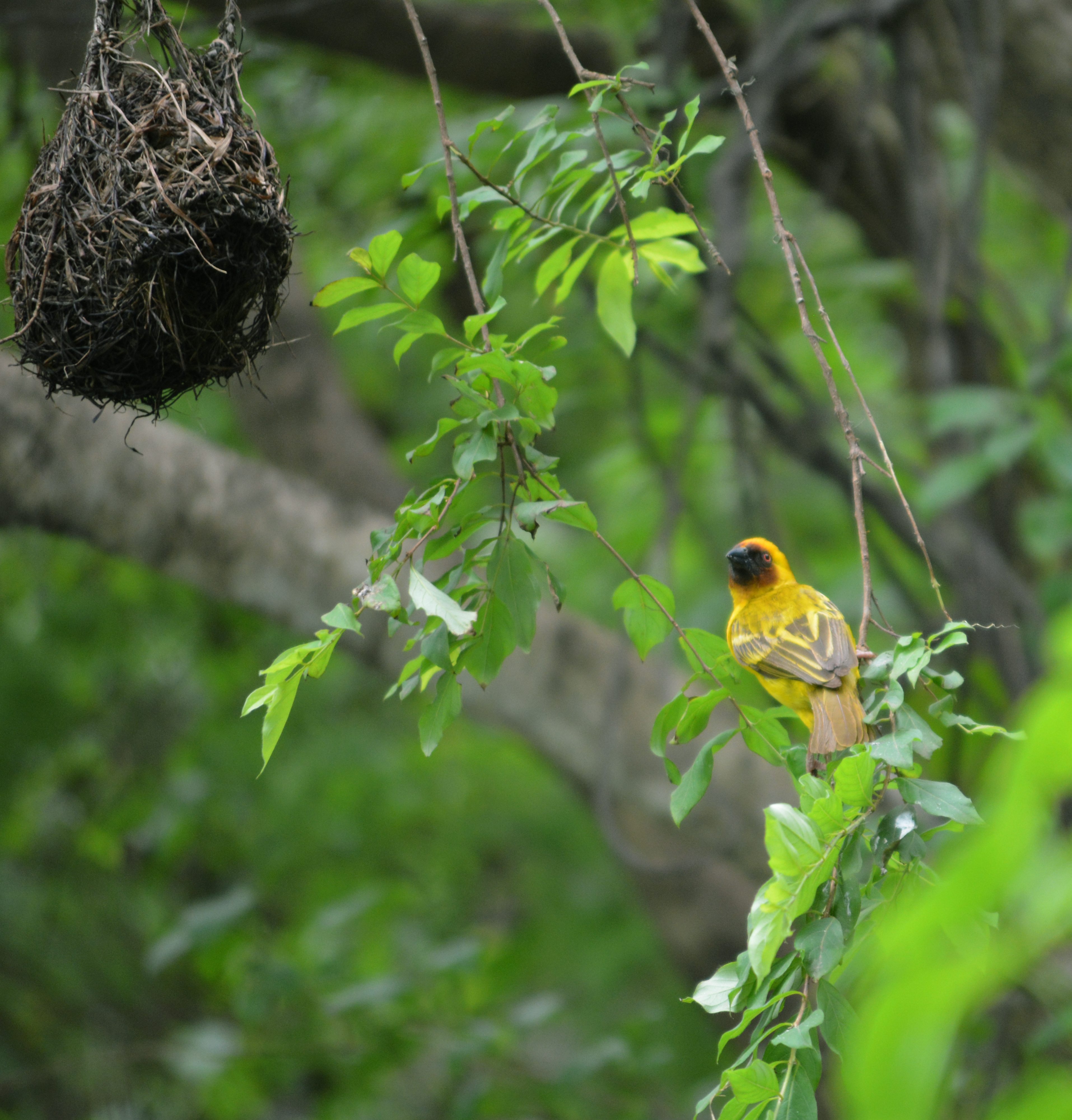
2016年9月
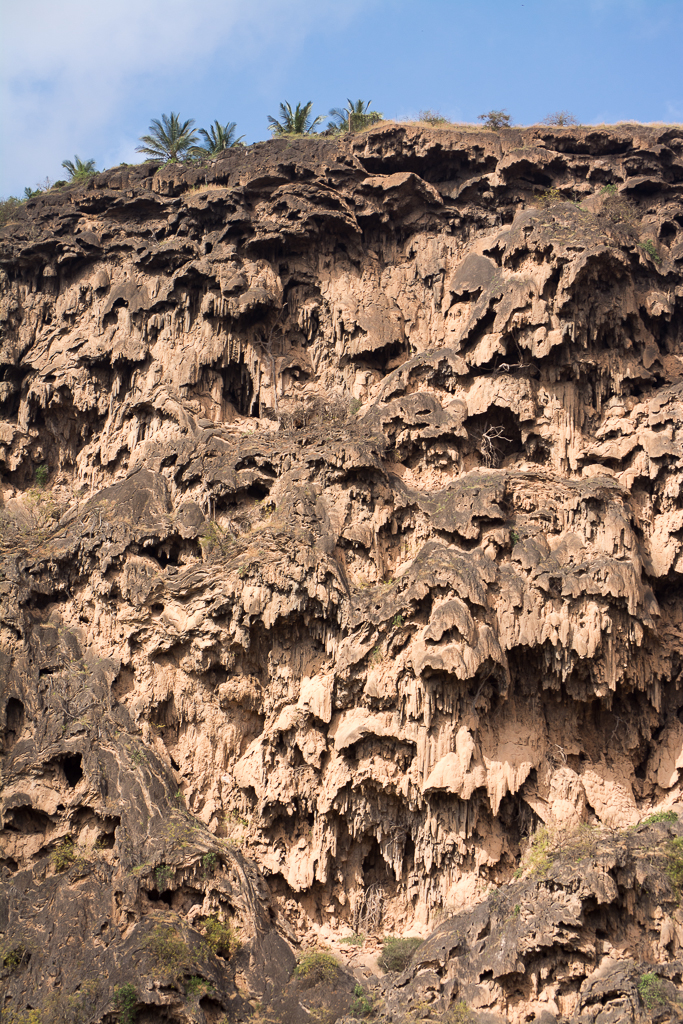
トラバーチン（石灰華）、2013年9月